# W. Morrissey
William Kipp Morrissey (Nueva York, 16 de agosto de 1987) es un luchador profesional estadounidense. Actualmente trabaja para la empresa All Elite Wrestling, donde se presenta bajo el nombre de Big Bill. También se le conoce como W. Morrissey y Big Cass, nombre con el trabajo en WWE, además de ser una modificación de su primer nombre, Colin Cassady.

## Carrera

### Inicios
Morrissey luchó bajo el nombre de  Cowboy Big Bill Young  en la (WUW), en su promoción de 2010. Su entrenador era Johnny Rodz.

### WWE

#### Florida Championship Wrestling (2011–2012)
En junio de 2011, WUW anunció que Morrissey había firmado con la FCW que era territorio de desarrollo de la WWE en ese momento. Morrissey hizo su debut en televisión en julio de 2011, como el decano de la Universidad de Florida llamado  Dean Martin. Morrissey luchó e su primer combate televisado bajo el nombre de Colin Cassady el 4 de septiembre de 2011 en FCW TV, perdiendo por descalificación ante Richie Steamboat. Cassady no encontró éxito inmediato y continuó perdiendo combates el resto del 2011 y a comienzos del 2012. Cassady finalmente consiguió su primera victoria en televisión el 11 de marzo de 2012 ganando a Kenneth Cameron. El último combate de Cassady en FCW TV se emitió el 7 de julio de 2012 contra Aiden English.

#### NXT Wrestling (2012–2016)
Cuando la WWE cambió su territorio de desarrollo, FCW, por NXT Wrestling en agosto de 2012, Cassady debuta en NXT el 5 de junio de 2013 perdiendo ante Mason Ryan. Cassady entonces se alió con Enzo Amore, que también había perdido contra Mason, y se hicieron llamar  "los tipos más reales de la sala". Cuando Amore se rompe la pierna , Cassady prueba fortuna en la división individual, entrando en un feudo con Aiden English. Amore regresó en el episodio del 26 de junio de 2014 en NXT, salvando a Cassady de un ataque de Sylvester Lefort y Marcus Louis. Esta rivalidad culminó en NXT Takeover: Fatal 4-Way donde Amore venció a Lefort en un Hair vs Hair Match, pero como Lefort huyó del ring, su acompañante Marcus Louis fue rapado. En 2015, la debutante Carmella se une al equipo de Enzo y Cassady, nombre con el que se identificaron desde esos momentos. Pronto tendrían otro feudo, esta vez con Blake & Murphy con quienes se enfrentaron en NXT TakeOver: Unstoppable por los Campeonatos en Parejas de NXT sin éxito. Luego, fueron introducidos al torneo Dusty Rhodes Tag Team Classic donde clasificaron la primera ronda y fueron eliminados por Finn Bálor y Samoa Joe en la segunda. Finalizando el año, Enzo y Cassady nuevamente se enfrentan a los Campeones en Pareja de NXT Dash & Dawson con quienes se enfrentaron en NXT TakeOver: London pero fueron derrotados. Su feudo se extendió hasta en su aparición en Roadblock donde se enfrentaron nuevamente pero fueron derrotados.

#### 2016
El 4 de abril en Raw, Cassady subió al roster principal en compañía de su amigo y compañero Enzo Amore confrontando a The Dudley Boyz después de su lucha contra The Usos. Tras esto, Enzo & Cass fueron añadidos al torneo para definir a los retadores #1 a los Campeonatos en Pareja de WWE. El 14 de abril en Smackdown, Enzo & Cass derrotaron a The Ascension en las cuartos de final del torneo, siendo esta su primera lucha en el roster principal. El 18 de abril en Raw, vencieron a The Dudley Boyz  en la semifinal del torneo, pasando a la final contra The Vaudevillains. En Payback, la lucha terminó sin resultado debido a que Enzo tuvo un accidente durante la lucha (Enzo fue lanzado por Gotch hacia el ringside golpeando su rostro y cuello contra la cuerda media y el suelo del ring respectivamente3 ), lo que lo hizo estar fuera de acción por algunas semanas. Al día siguiente en Raw, Cassady apareció solo para encarar a The Dudley Boyz y a The Vaudevillains por el accidente de Enzo. En esa misma noche junto a The New Day venció a The Dudley Boyz & The Vaudevillains. El 9 de mayo, con su nombre acortado a Big Cass, confrontó a Chris Jericho durante el segmento de "The Highlight Reel". En esa misma noche, se suponía que enfrentaría a Jericho, pero la lucha nunca comenzó debido a una interferencia de Dean Ambrose en contra de Jericho. Durante el altercado entre Ambrose y Jericho, ayudó a Ambrose a atacar a Jericho. El 6 de junio en Raw junto a Enzo Amore, se enfrentó a The Vaudevillains, durante la lucha Aiden English lanzó a Amore por las cuerdas, cayendo igual como en el accidente que tuvo en Payback, eso causó la furia de Cass, haciendo que atacara a English sin parar hasta que el árbitro los terminó descalificando, aunque Amore pudo levantarse después de eso. En Money in the Bank, fueron derrotados por The New Day en un Fatal 4-Way Match por los Campeonatos en Parejas de la WWE, en donde también estuvieron participando The Vaudevillains y The Club. El 4 de julio en Raw, Enzo & Cass salieron a defender a John Cena del ataque de AJ Styles y The Club, empezando con eso una rivalidad con Luke Gallows y Karl Anderson. Debido a eso, se pactó una lucha en Battleground, en donde Enzo & Big Cass junto a John Cena vencieron a The Club.
El 19 de julio en SmackDown, Cass fue enviado a Raw junto con Enzo Amore como equipo debido al Draft y a la nueva separación de marcas. El 8 de agosto en Raw, comenzaron una nueva rivalidad, esta vez con Chris Jericho y Kevin Owens, siendo derrotados por ellos en SummerSlam. El 22 de agosto en Raw, Cass clasificó en el Fatal 4-Way Elimination Match por el vacante Campeonato Universal de WWE después de vencer a Rusev por Count-Out. El 29 de agosto en Raw, Cass participó en el Fatal 4-Way Elimination Match contra Kevin Owens, Seth Rollins y Roman Reigns, pero no logró ganar el campeonato tras ser eliminado por Owens. Tras eso, Enzo & Cass iniciaron un feudo con The Shining Stars, siendo derrotados por ellos en luchas de equipos y en luchas individuales. En Hell in a Cell fueron derrotados por Luke Gallows & Karl Anderson.
El 7 de noviembre en Raw, Enzo & Cass fueron anunciados como parte del Team Raw para el 10-on-10 Survivor Series Tag Team Elimination Match contra el Team SmackDown en Survivor Series, el cual ganaron gracias a Cesaro & Sheamus. Después de eso, Enzo & Cass iniciaron una rivalidad con Rusev. El 5 de diciembre en Raw, Rusev y Lana le tendieron una trampa a Enzo, haciéndole creer que Lana lo había citado en un motel para tener un momento erótico y romántico, pero en realidad fue para que Rusev lo atacara brutalmente. En el Kick-Off de Roadblock: End of the Line Cass fue derrotado por Rusev por cuenta fuera.

#### 2017
En Royal Rumble, Cass participó en su primer Royal Rumble Match con el #1, pero fue eliminado por Braun Strowman. Después de esto, retomó su rivalidad con Gallws y Anderson junto con Enzo. En Fastlane, Enzo & Cass fueron derrotados por Luke Gallows & Karl Anderson en una lucha por los Campeonatos en Parejas de Raw.
En WrestleMania 33, Enzo y Cass debieron enfrentarse a Gallows & Anderson y Cesaro & Sheamus pero antes de la lucha, The New Day añadió un cuarto equipo a la lucha: The Hardy Boyz (quienes hacían su regreso a la WWE después de casi 8 años de ausencia) convirtiendo el combate en un Fatal 4-Way Ladder Match por los Campeonatos en Parejas de Raw, pero fueron derrotados por estos últimos. Al día siguiente en Raw, Enzo & Cass no lograron convertirse en los retadores #1 a los campeonatos al ser derrotados por Cesaro & Sheamus. En Payback, Enzo & Cass vencieron a Gallows & Anderson, terminando su rivalidad. El 8 de mayo en Raw, fracasaron en su intento de ganar una oportunidad a los campeonatos tras ser el primer equipo eliminado en un Tag Team Turmoil Match.
El 22 de mayo en Raw, Big Cass fue misteriosamente atacado de la misma manera como Enzo Amore fue atacado las dos últimas semanas. Cass acusaría más tarde a Big Show por ser su atacante, pero Show lo negó. En el episodio del 19 de junio de Raw, Corey Graves reveló que Cass estaba detrás de los ataques hacia Enzo y que fingió su propio ataque con el fin de sacar la sospecha de que era el atacante. Finalmente, Cass admitió que todo lo que había dicho Graves era verdad, también expresó la frustración que sintió durante su alianza con Enzo, revelando la verdadera razón por la cual estaba con él, incluso terminó insultándolo. Cass dijo que la relación entre ellos había terminado, entonces lo atacó con un Big Boot, cambiando a heel por primera vez en su carrera y el equipo se disolvió con eso. En Great Balls of Fire, Cass derrotó a Amore con mucha facilidad.
Tras esto, continuaron su rivalidad donde se unió The Big Show. En SummerSlam, derrotó a Big Show a pesar de que Amore había intervenido. El 21 de agosto en Raw, fue derrotado por Amore en un Brooklyn Street Fight, después de que Cass se había lesionado la rodilla y se diera por terminada la lucha por lesión legítima. Las radiografías determinaron que la lesión de Big Cass es tan grave que estaría ausente por lo menos nueve meses.

#### 2018
El 17 de abril en SmackDown, Cass regresó como parte de Superstar Shake-up cuando atacó a Daniel Bryan durante el main event, causando una descalificación y restableciéndose como heel. Como parte de eso, se establació una rivalidad entre Cass y Bryan. En Greastest Royal Rumble, participó en el Royal Rumble Match, entrando como el #49 donde eliminó a Bryan pero fue eliminado por Braun Strowman. En Backlash, fue derrotado por Bryan. Después de la lucha atacó a Bryan.
El 22 de mayo en SmackDown, Cass debía enfrentarse a Samoa Joe pero debido a una lesión, se decidió en una lucha entre Daniel Bryan y Jeff Hardy donde Bryan salió vencedor. El 29 de mayo en SmackDown, Cass reapareció anunciando su alta médica para competir pero ya se había pactado la anterior lucha por lo que, Joe debía enfrentarse a Cass y a Bryan, siendo este último vencedor de este encuentro. Después de la lucha, Cass nuevamente atacó a Bryan. En Money in the Bank, nuevamente perdió ante Bryan, siendo esta su última lucha en la WWE.
El 19 de junio, WWE anunció la salida de Cass. A diferencia de otros luchadores, WWE anunció el final de su relación laboral "sin desearle éxitos en sus emprendimientos futuros" (algo que WWE no suele hacer con su antiguo personal). Los rumores indican que Cass se vio involucrado en mal comportamiento tanto en su vida personal como con los directores creativos de WWE, desde discusiones con su antigua novia Carmella hasta mala relación con los luchadores. Siendo finalmente una promo no permitida por la empresa durante su rivalidad con Daniel Bryan la que colmó la paciencia de los directivos de la empresa lo que ocasionó que fuera despedido. En dicha promo, Big Cass golpeó a un luchador mini que imitaba a Daniel Bryan, algo que no estaba programado dentro del segmento lo que finalmente causó su despido al salirse del guion preestablecido.

### Circuito independiente (2018-2021)
El 2 de agosto, Big Time Wrestling anunció que Cass, ahora conocido como  Big Cazz, (más tarde cambió a Big C), hará que su lucha regrese el 21 de septiembre, después de que expira su cláusula de 90 días sin competencia en su contrato de WWE.

### Ring of Honor (2019)
El 6 de abril de 2019, Morrissey, junto al excompañero de etiqueta Enzo Amore, apareció en la Supercard G1 en el Madison Square Garden. Después de un partido de equipo en el que participaban los talentos Ring of Honor y New Japan Pro-Wrestling , los dos saltaron la barricada y atacaron a varios luchadores. Las cámaras de transmisión se alejaron del incidente para indicar un ataque externo legítimo , pero más tarde se informó que el ángulo era un disparo trabajado.

### Impact Wrestling (2021-2022)
El 25 de abril de 2021, en Rebellion, como W. Morrissey, hizo su debut en Impact Wrestling como reemplazo sorpresa de Eric Young en el combate de Violent by Design contra Chris Sabin, Eddie Edwards, James Storm y Willie Mack. Morrissey se llevó la victoria para su equipo al inmovilizar a Mack.
El 2 de junio dejó Impact Wrestling desde una lucha haciendo equipo con PCO fueron derrotados por Moose y Steve Maclin, Morrissey siendo su última lucha en Impact!.

### All Elite Wrestling (2022-presente)
Morrisey debutó en el episodio del 4 de mayo del 2022 en AEW Dynamite, donde enfrentó a Wardlow, siendo derrotado por Wardlow. En agosto, Morrisey firmó un contrato con AEW y se unió al stable The Firm. Al firmar con la empresa, cambió su nombre al de Big Bill.

## Controversia

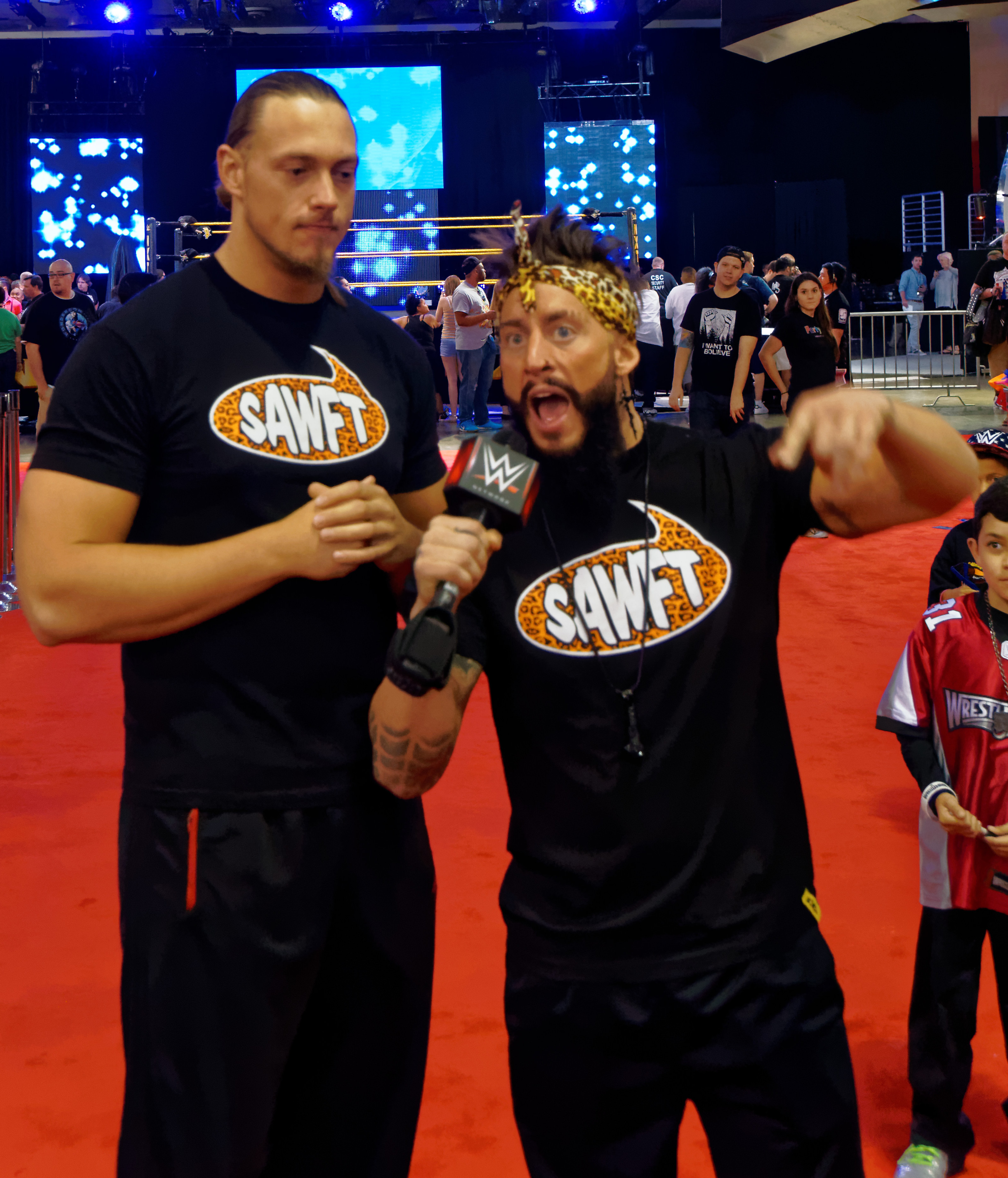
Colin Cassady y Enzo Amore en WrestleMania 31 en marzo de 2015.

### El sabotaje de G1 Supercard
El 6 de abril de 2019 en el Madison Square Garden de la ciudad de Nueva York, se desarrollaba el evento de Ring of Honor y New Japan Pro-Wrestling G1 Supercard luego de la lucha de Guerrillas of Destiny (Tama Tonga & Tanga Loa) quiénes recién se coronaban como Campeones en Parejas de la IWGP y Campeones Mundiales en Parejas de ROH tras vencer a Villain Enterprises (Brody King & PCO), Los Ingobernables de Japón (Evil & Sanada) y The Briscoe Brothers (Jay Briscoe & Mark Briscoe). Morrisey junto con Eric Arndt aparecieron de entre el público e boicotearon el PPV al saltar del ringside y desde allí comenzó a agredir a The Briscoe Brothers y a Bully Ray. De inmediato, la seguridad del coliseo así como personal de ROH los expulsaron del coliseo.

## Vida personal
Morrisey fue estudiante de la Universidad de Nueva York. Durante su paso por esa institución, jugó al baloncesto en la posición de pívot en los NYU Violets, equipo que compite en la División III de la NCAA.
El luchador mantuvo relaciones amorosas con Carmella desde 2015 hasta 2018, cuando se separaron por diferencias entre las partes.
Desde finales del mes de abril del 2021 mantiene relaciones amorosas con Lexy Nair, luchadora de AEW, quien es la hija del miembro del Salón de la Fama de la WWE, Diamond Dallas Page.

## Campeonatos y logros
- All Elite Wrestling
  - AEW World Tag Team Championship (1 vez) - con Ricky Starks
- World Wrestling Entertainment/WWE
  - Premios de Fin de Año de la NXT (1 vez)
    - Equipo del Año (2015)
- Pro Wrestling Illustrated
  - Situado en el Nº281 en los PWI 500 de 2014[35]
  - Situado en el Nº206 en los PWI 500 de 2015[36]
  - Situado en el Nº120 en los PWI 500 de 2016[37]
  - Situado en el N°94 en los PWI 500 de 2017[38]